# المجلس العسكري الحاكم (موريتانيا)

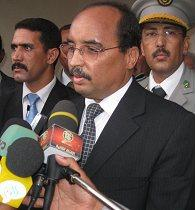
الجنرال محمد ولد عبد العزيز رئيس المجلس الأعلى للدولة في موريتانيا

المجلس العسكري الحاكم أوالمجلس الأعلى للدولة الذي أسسه منفذوا انقلاب 6 أغسطس 2008 في موريتانيا والذي أطاح بحكم الرئيس سيدي محمد ولد الشيخ عبد الله، ترأسه الجنرال محمد ولد عبد العزيز ويتكون من 11 عضو جميعهم عسكريون وهم:
- الجنرال محمد ولد عبد العزيز
- الجنرال محمد ولد الغزواني
- الجنرال افليكس نيغرى
- العقيد أحمد ولد بكرن
- العقيد محمد ولد الهادي
- العقيد غلام ولد حمود
- العقيد محمد ولد مكت
- العقيد محمد ولد محمد الزناكي
- العقيد جا آدما
- العقيد حننا ولد سيدي
- العقيد أحمدو بمبا ولد باهي

وقد تعهد هذا المجلس بإجراء انتخابات رئاسية في أقرب وقت ممكن، وبالفعل جرت هذه الانتخابات بتاريخ 18 يوليو 2009 بموجب اتفاق دكار، وفاز فيها الجنرال محمد ولد عبد العزيز بعد حصوله على نسبة 52.58%.